# Tepidarium

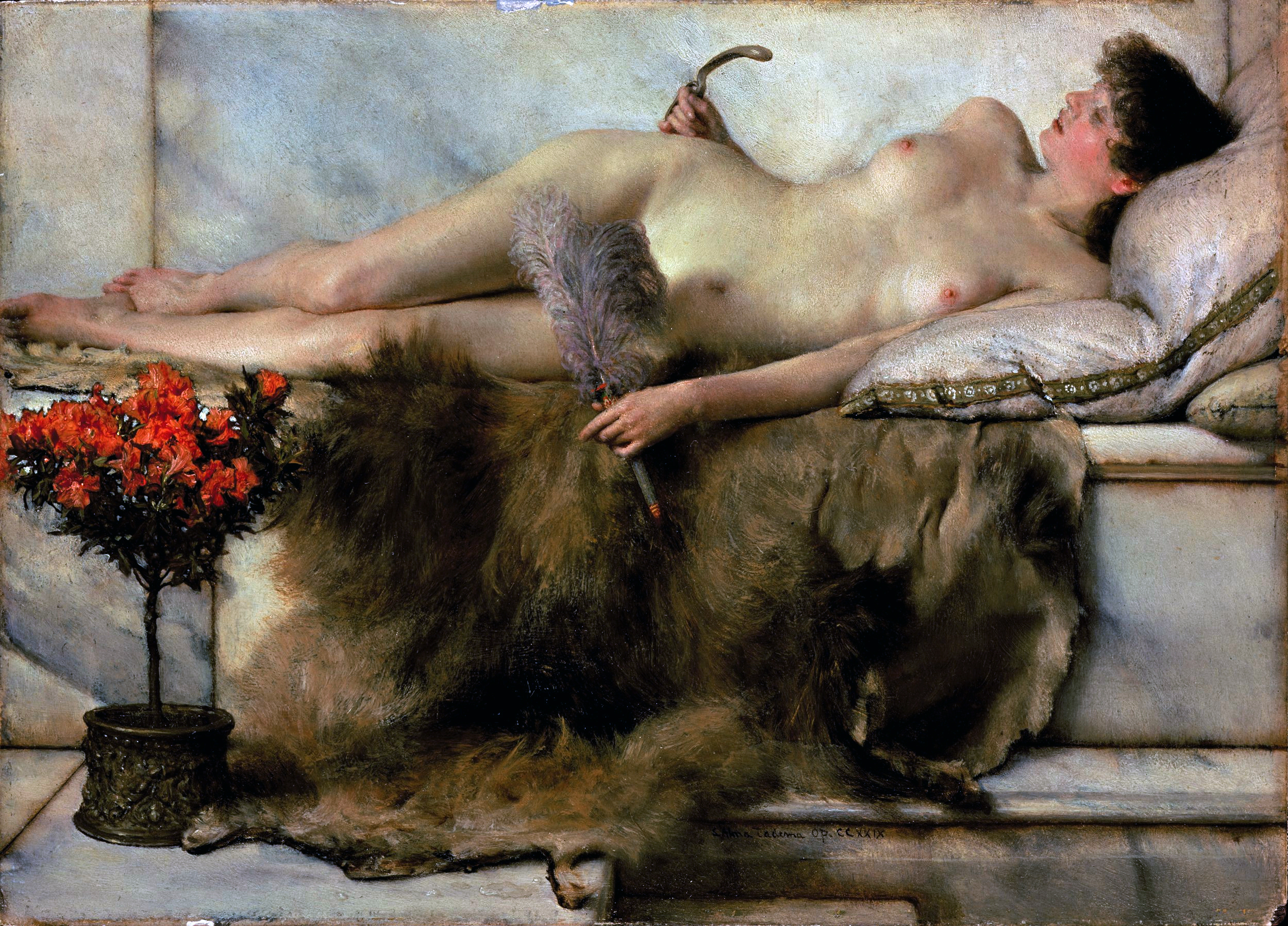
Im Tepidarium (1881) von Lawrence Alma-Tadema

Ein Tepidarium (lat. tepidus „lauwarm“) ist ein Wärmeraum, in dem Bänke und Liegen, aber auch Wände und Boden beheizt sind. Die Luft ist trocken, die Lufttemperatur beträgt üblicherweise etwa 38 bis 40 °C. Der Besuch erfolgt leicht bekleidet, z. B. mit Bademantel oder Kutte.
Wie der Name bereits andeutet, ist das Konzept römischen Ursprungs und war Teil der Badekultur im Römischen Reich. Im Gegensatz zur damaligen Praxis wird heute eine etwas höhere Temperatur verwendet. Durch die ein wenig über der Körpertemperatur liegende Raumtemperatur wird die Durchblutung des Körpergewebes verbessert; dies erleichtert die Entspannung, außerdem kann man auf diese Weise versuchen, die Heilung von Gefäßerkrankungen, leichten Infektionen (z. B. Erkältung und Husten ohne Fieber), Rheuma und Stoffwechselkrankheiten zu begünstigen.
Auf dem ehemaligen Tepidarium der Diokletiansthermen in Rom fußt bis heute die im 16. Jahrhundert erbaute Basilika der Santa Maria degli Angeli e dei Martiri.

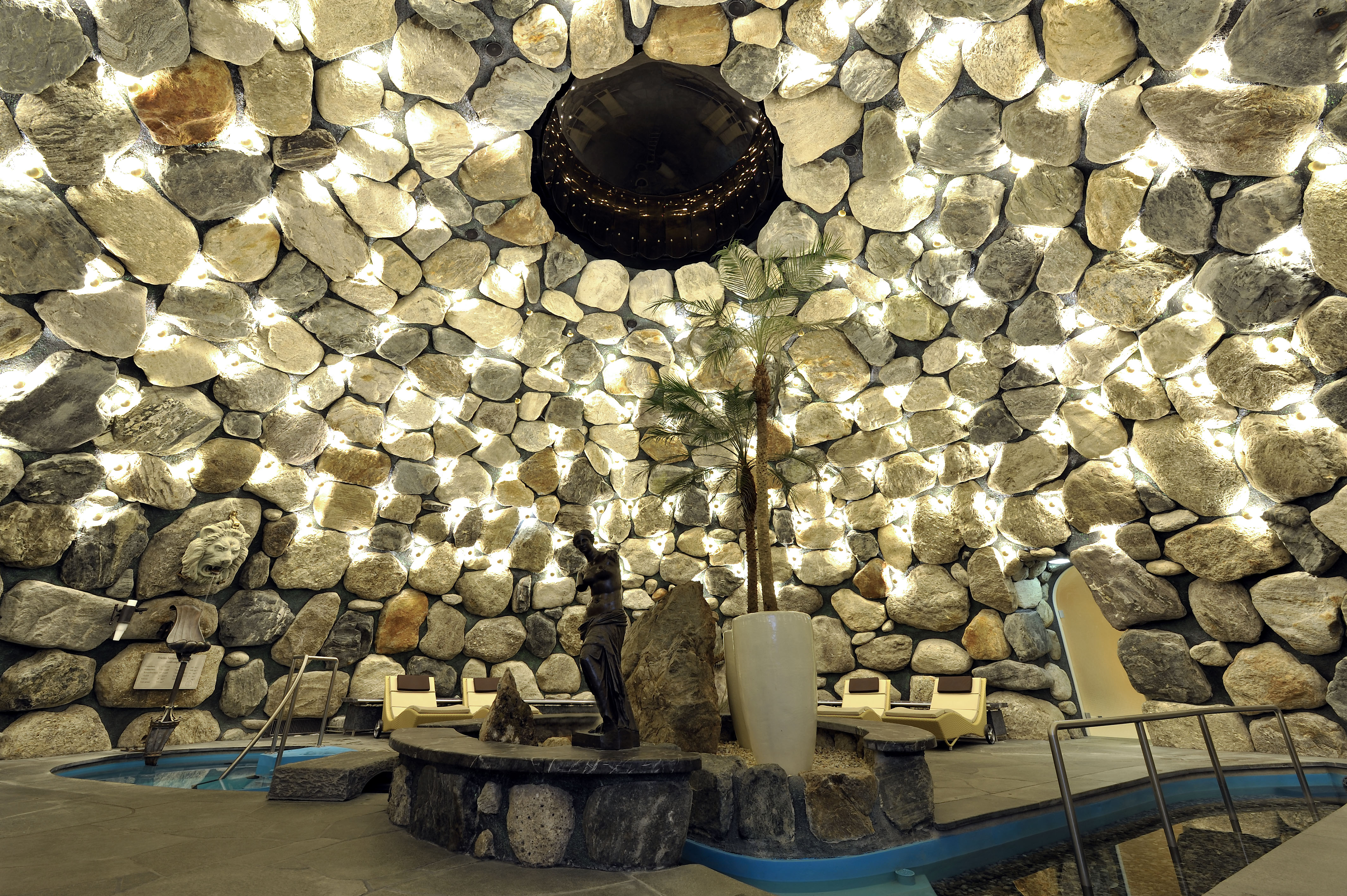
Modernes Tepidarium in einem Luxushotel